# Williams-Brice Stadium
Das Williams-Brice Stadium ist ein College-Football-Stadion auf dem Campus der University of South Carolina in der US-amerikanischen Stadt Columbia im Bundesstaat South Carolina. Es ist die Heimat der College-Football-Mannschaft South Carolina Gamecocks (SEC). Die Sportstätte hat eine Kapazität von 80.250 Besuchern. Der Zuschauerrekord von 85.000 wurde am 17. November 2001 in einem Spiel gegen die Clemson University aufgestellt.

## Geschichte

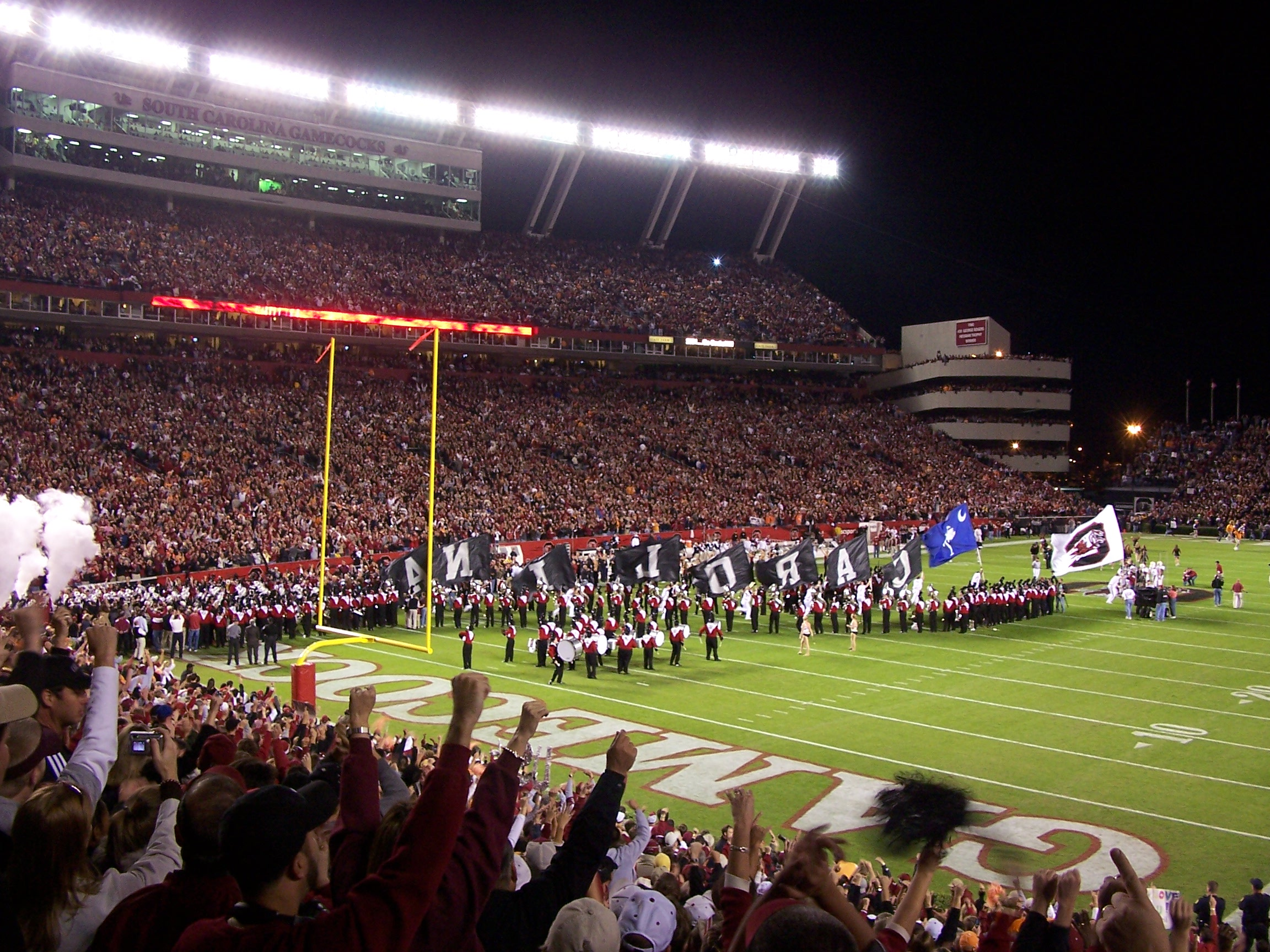
Die Gamecocks betreten das Feld zur Titelmusik von 2001: Odyssee im Weltraum

Die Anlage im Richland County wurde 1934 mit Hilfe der Works Progress Administration als Columbia Municipal Stadium gebaut. Ursprünglich bot es Platz für 17.600 Zuschauer. 1941 wurde es an die University of South Carolina übertragen und in Carolina Stadium umbenannt. 
Eine Kurve des Stadions wurde während der 1940er Jahre mit einem Rang ausgebaut und brachte das Stadion in eine Hufeisenform. Die Kapazität wurde beinahe verdoppelt und betrug nun 34.000. Mehr als ein Jahrzehnt später wurden der Tribünenring schließlich geschlossen und konnte nun 43.000 Zuschauer aufnehmen.
Die ersten größeren Umbauten wurden 1970 durchgeführt, wobei auch der Naturrasen durch einen Kunstrasen ersetzt wurde. Zwei Jahre später wurde auf der Westseite ein Oberdeck hinzugefügt und somit die Zuschauerkapazität auf 54.000 erhöht. Diese Erweiterungen wurden durch Finanzmittel von Martha Williams-Brice ermöglicht, deren Ehemann von 1922 bis 1924 für die Gamecocks Football spielte. Ihr zu Ehren wurde die Spielstätte am 8. September 1972 in Williams-Brice Stadium umbenannt. 
1982 wurde auch auf der Ostseite ein Oberdeck hinzugefügt und die Kapazität weiter auf 72.400 erhöht. Während der Saison 1982/83 wurde auf Drängen des neuen Trainers Joe Morrison schließlich der Kunstrasen wieder durch einen Naturrasen ersetzt. 
Während der letzten zehn Jahre wurden für rund 30 Mio. US-Dollar Renovierungen und Erweiterungen an der Anlage durchgeführt und somit die Kapazität weiter auf die heutigen 80.250 Zuschauerplätze gesteigert.

## Veranstaltungen
Neben den Heimspielen der Gamecocks finden im Williams-Brice Stadium auch viele Konzerte statt. Zu erwähnen sind etwa das gemeinsame Konzert von Metallica und Guns n’ Roses am 7. September 1992 sowie das Konzert von U2 am 23. September desselben Jahres im Rahmen ihrer Zoo TV Tour. Paul McCartney und seine Band gaben ein Konzert am 7. Mai 1993 und am 25. September 1994 traten The Rolling Stones im Rahmen ihrer Voodoo Lounge Tour auf. 
Außerdem sprach hier Papst Johannes Paul II. 1987 vor 60.000 anwesenden Leuten.